# Animator
Animátor je umetnik, ki ustvarja večkratne slike, katere ustvarjajo videz gibanja, animacijo, če jih na hitro prikažemo eno za drugo. Animatorji lahko delajo na mnogih področjih, vključno s filmom, televizijo, videoigrami, internetom. Po navadi zahteva animacijski kos sodelovanje več animatorjev. Postopki ustvarjanja slik ali okvirjev za animacijski kos so odvisne od animatorjevega umetniškega sloga na določenem področju.